# Kačanov
Kačanov est un village de Slovaquie situé dans la région de Košice.

## Histoire
Première mention écrite du village en 1304.

## Démographie

### Évolution de la population
| Année:               | 1994. | 2004.    | 2014.    | 2024.    |
| -------------------- | ----- | -------- | -------- | -------- |
| Nombre de personnes: | 345   | 399      | 446      | 545      |
| Différence:          |       | +15,65 % | +11,77 % | +22,19 % |

| Année:               | 2023. | 2024.   |
| -------------------- | ----- | ------- |
| Nombre de personnes: | 535   | 545     |
| Différence:          |       | +1,86 % |

## Politique
| Nom                | Parti politique | Date de l'élection | Fin du mandat |
| ------------------ | --------------- | ------------------ | ------------- |
| Stanislav Pastirik | SMER            | 02.12.2006         | Déc. 2010     |